# Златна птица
„Златна птица (нем. Der goldene Vogel) је бајка коју су сакупила браћа Грим (КХМ 57) о потрази за златном птицом од стране три сина баштована.
То је народна прича Aarne–Thompson–Uther типа 550, "Златна птица", натприродни помагач (животиња као помагач). Постоје многе приче ове врсте.

## Порекло
Слична верзија приче претходно је прикупљена 1808. године и објављена као Der weisse Taube („Бела голубица“), коју је обезбедила госпођа Гречхен Вилд и објављена је уз Златну птицу у првом издању компилације браће Грим. У оригиналној бајци најмлађи краљев син познат је као Dummling, типично име за наивне или глупе ликове у немачким бајкама. У новијим издањима која обнављају првобитну причу, позната је под називом „Простак“.

## Анализа
Тип бајке карактерише ланац потрага, једне за другом, које јунак мора извршити пре него што однесе награде оцу. У многим варијантама први предмет је птица која краде златне јабуке из краљеве баште; у другима је то чаробно воће или магична биљка, која поставља следеће делове потраге: коња и принцезу.

### Животиња помагач
Помоћник јунака разликује се међу верзијама: обично је лисица или вук у већини верзија, али врло ретко постоји друга врста животиње, попут лава, медведа, гаврана  или зеца. У неким варијантама захвални дух помаже јунаку због доброг дела главног јунака.

### Птица као објекат потраге
Запажено је да лик Златне птице подсећа на митолошку птицу феникс. Заиста, у многим варијантама херој тражи птицу Феникс.
Прича о Златној птици браће Грим може се у многим бајкама видети као пандан Жар птици словенског фолклора, птици за коју се каже да поседује магичне моћи и блистав сјај. Словенска жар птица може бити позната и под именом Ohnivak Zhar Bird  или Bird Zhar; Сјајна птица, или Птица светлости.
Понекад краљ или херојев отац пошаљу хероја у потрази за птицом да га излечи од болести или слепила, уместо да сазна ко му је уништавао башту и/или крао драгоцене златне јабуке. Тако, бајка се приближава АТУ 551, „Води живота“ (Синови у потрази за леком за свог оца), коју су такође сакупила браћа Грим.
У многим варијантама разлог за потрагу је довођење птице да украси новоизграђену цркву, храм или џамију, на предлог просјака или пустињака који је пролазио и који је обавестио краља о њеном постојању.  
У мађарској варијанти Az aranymadár („Златна птица“), краљ жели да поседује баснословну златну птицу. Принц ухвати птицу и открива да је то принцеза коју је вештица проклела у птичји облик.

## Варијанте
Примећено је да је прича „испричана на Блиском истоку и у Европи“, али њене варијанте су присутне у традицијама из целог света, укључујући Индију, Индонезију и Централну Африку.
Шведски сакупљачи народних прича Џорџ Стивенс и Гунар Улоф Хилтен-Кавалиус сугерисали су порекло приче са Истока.

## Адаптације
Мађарска варијанта приче адаптирана је у епизоду мађарске телевизијске серије Мађарске народне приче (Magyar népmesék). Названа је Принцеза лисица (A rókaszemü menyecske).